# Mosquée de Gazi Husrev-bey
La mosquée de Gazi Husrev-bey (en bosnien: Gazi Husrevbegova džamija) est située en Bosnie-Herzégovine, sur le territoire de la Ville de Sarajevo. Construite en 1531, elle est inscrite sur la liste des monuments nationaux de Bosnie-Herzégovine.

## Localisation

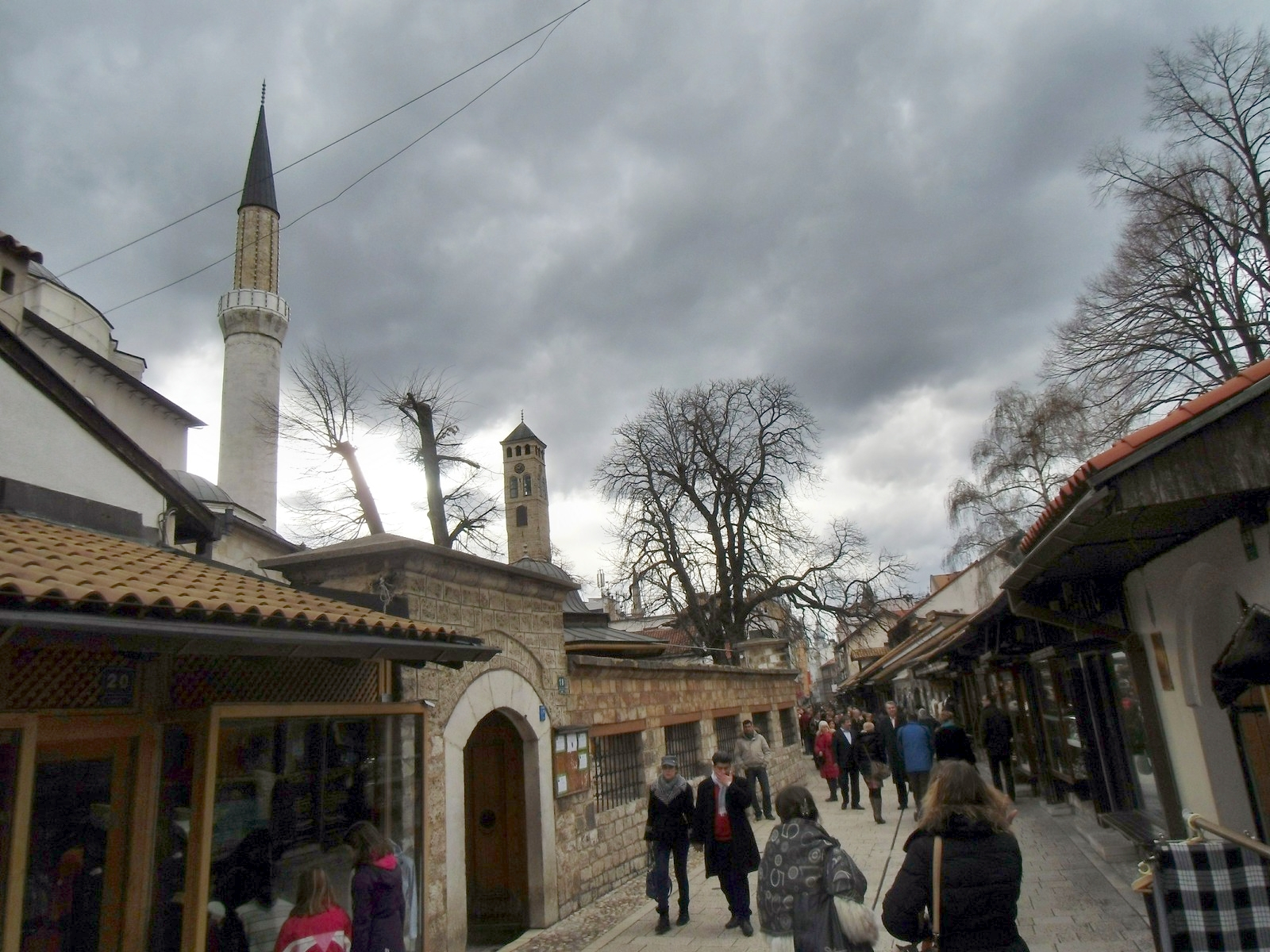
La mosquée dans son environnement urbain

La mosquée est située dans l'ancien quartier ottoman du Baščaršija.

## Histoire
Elle a été construite par Gazi Husrev-beg, un bey de Bosnie ayant entrepris des constructions majeures pour fonder la vieille ville Ottomane en 1531.
Sa réalisation a été confiée à l'architecte Ottoman d'origine grecque Mimar Sinan[réf. nécessaire], qui a été également l'auteur de la mosquée Selimiye à Edirne en Turquie. La mosquée Gazi Husrevbegova était réputée pour être l'une des plus belles mosquées des Balkans, et un des meilleurs exemples de l'héritage architectural Ottoman dans les Balkans, comportant des édifices religieux comme des mosquées ou des écoles coraniques mais aussi des bibliothèques, des ponts, des marchés, des hammams etc.

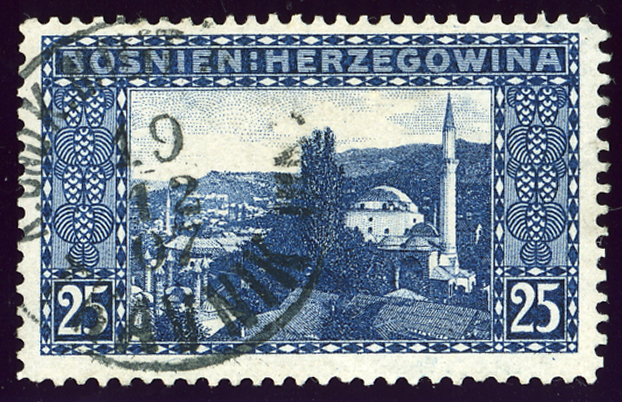
La mosquée représentée sur l'émission de 1906 de la Bosnie-Herzégovine

Gazi Husrev-beg a fait construire la mosquée à l'identique à Alep en Syrie entre 1531 et 1534. Cette mosquée existe toujours aujourd'hui et s'appelle la mosquée Hüsreviye.

### Siège de Sarajevo
Lors du siège de Sarajevo, les forces armées serbes entourent la ville, et tirent depuis les collines environnant la ville, ils lancent des milliers de projectiles sur la mosquée qui est gravement endommagée après la guerre. En 1996, la mosquée est rénovée avec l'aide de capitaux Saoudiens. Tous les experts s'accordent pour dire que la mosquée a été dénaturée, et a perdu une grande partie de ce qui faisait sa beauté avant la guerre. Considérant l'art islamique Ottoman comme idolâtre, les "rénovateurs" wahhabites effacent les motifs artistiques et religieux à l'intérieur de la mosquée, pour le remplacer par un intérieur blanc épuré[réf. nécessaire]. De même, à l'extérieur, les anciens murs de la mosquée sont en grande partie remplacés par du béton. En revanche, le culte qui y est enseigné de nos jours n'est pas de type wahhabite.
La mosquée est aujourd'hui ouverte aux touristes de façon entrecoupée lors de la journée, pour permettre aux croyants de venir y prier. Pendant le mois du Ramadan, la mosquée est fermée aux touristes.

## Architecture

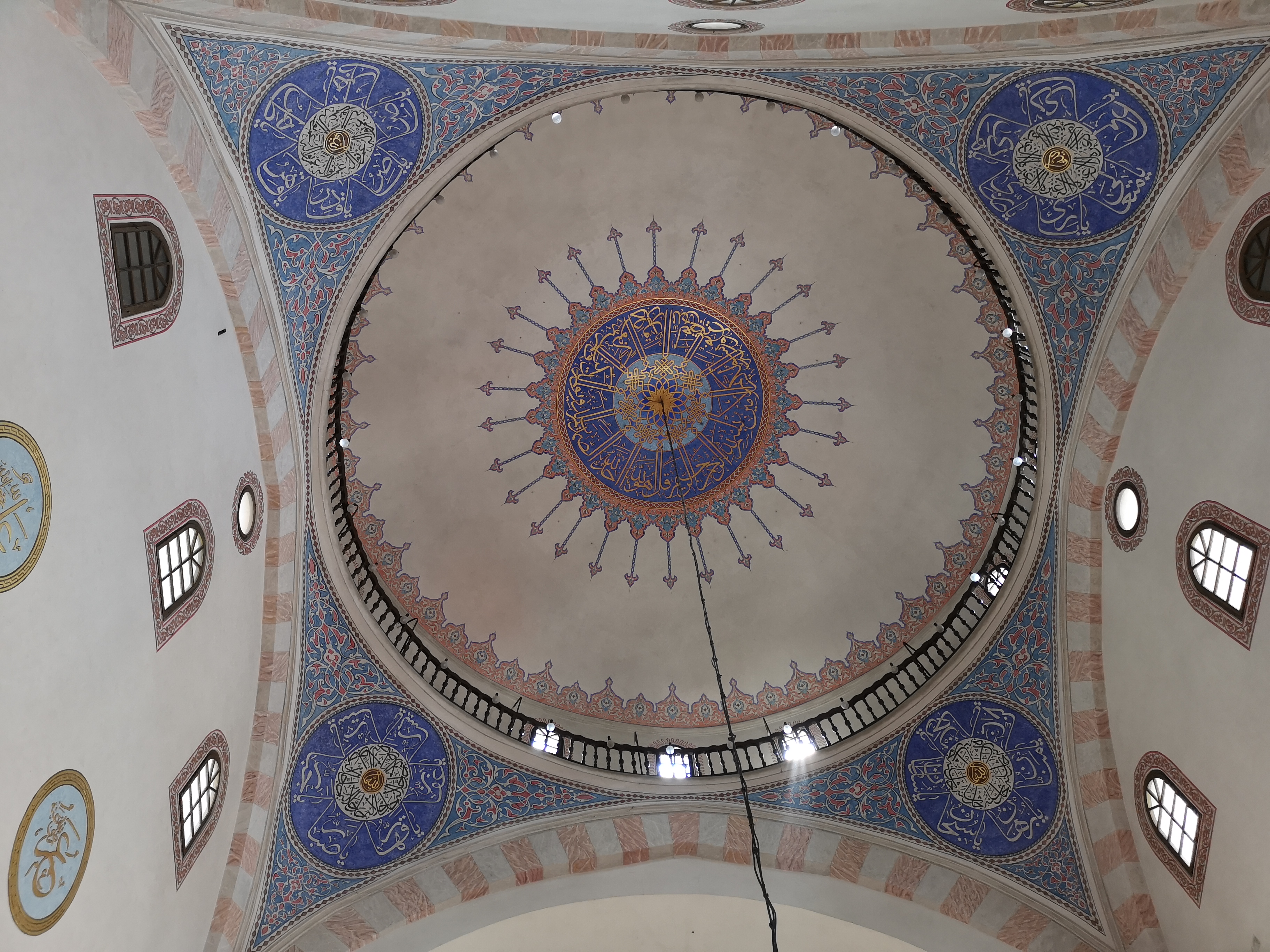
Dôme intérieur de la Mosquée Gazi Husrev-bey

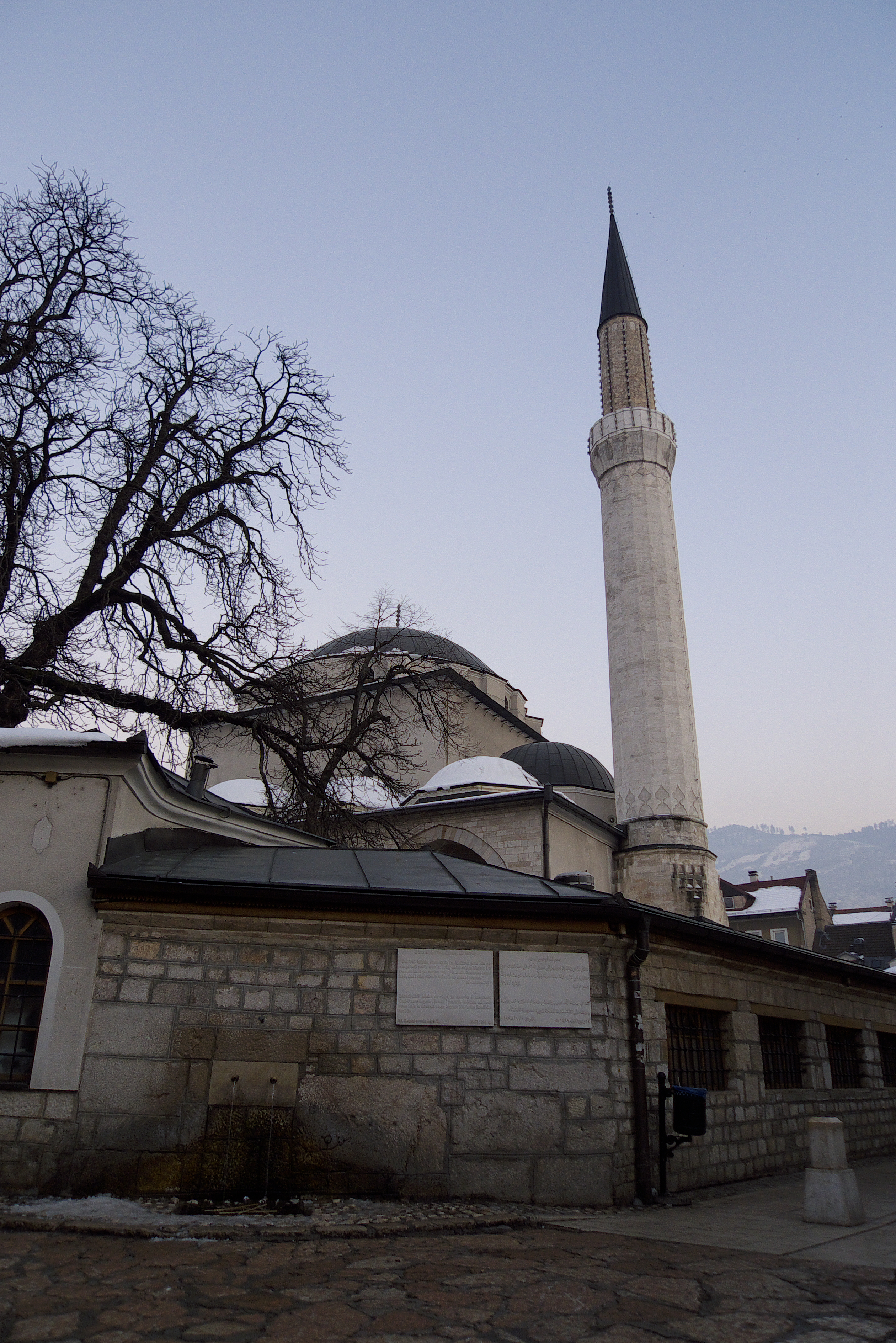
Autre vue de la mosquée

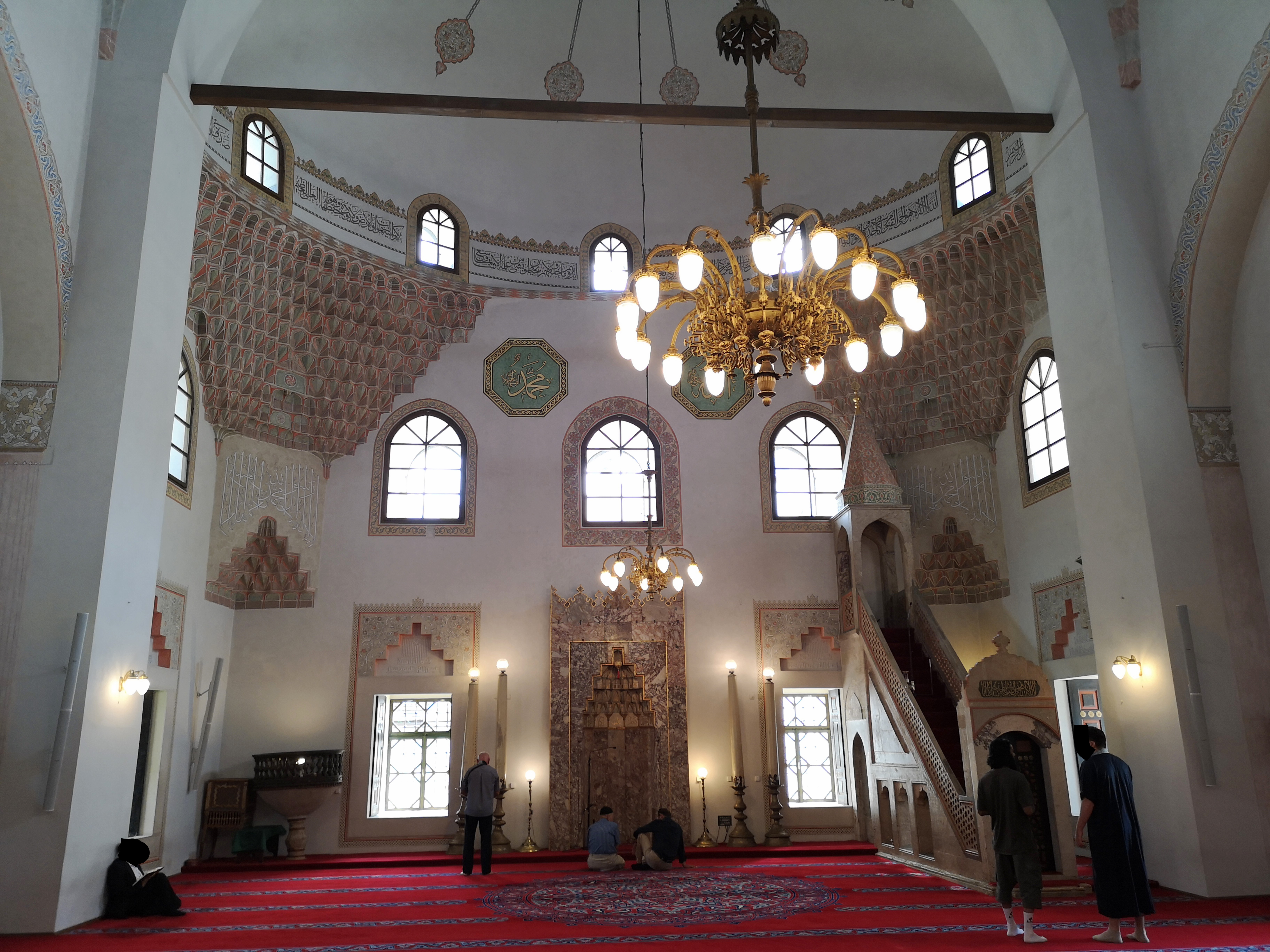
L'intérieur de la mosquée Gazi Husrev-beg